# ポルトガル系南アフリカ人
ポルトガル系南アフリカ人（ポルトガル語: luso-sul-africanos）とは、ポルトガル人に家系起源を持つ南アフリカ共和国人である。

## 歴史
ポルトガル人は15世紀末に南アフリカ沿岸を探検し、名目的にパドロンイス（領土主張をする地域の一部に設置されるポルトガルの国章の石十字）を設置することを主張した。1486年にバルトロメウ・ディアスが、1497年にヴァスコ・ダ・ガマがインドへの通過点の中で喜望峰に記録した。
20世紀初頭にはマデイラ諸島からの移民が徐々に増加を見せ、その数は第二次世界大戦までに飛躍的に増加した。マデイラ移民は伝統的に園芸と小規模農業に従事し、南アフリカのポルトガル系コミュニティで最大のグループとなった。
ポルトガル帝国の二つの植民地（ポルトガル領アンゴラとポルトガル領モザンビーク）が1975年に独立したことにより、大量のポルトガル移民が発生した。二つのポルトガル語アフリカ諸国のポルトガル系住民の多くはポルトガルに帰還し、残りはブラジルに向かい、一部はアフリカの白人国家である南アフリカを目指した。移住に当たっては語学などの審査が行われ、英語が話せない希望者の申請は却下された。
彼等の入国は南アフリカをポルトガル系アフリカ人の最大人口を擁する国家に変え、総人口は49,000人だったところから約300,000人に達し、この数字は内戦勃発後にモザンビークを離れたポルトガル人難民が1991年の和平締結後にモザンビークに帰還したことと、1994年の積極的差別是正措置の実施及び犯罪発生率の増加のために南アフリカを離れたポルトガル系白人の存在に関わりなく起きた結果であった。現在も約500,000人のポルトガル移民の子孫が暮らしている。

## 言語
ポルトガル系南アフリカ人は母語としてイベリアポルトガル語（主にマデイラ方言）を話すが、南アフリカ英語をも受け入れ、二世、三世にとっては母語になりつつある。その他はアフリカーンス語をも話す。多くのポルトガル系南アフリカ人の若年世代はアフリカーンス語か英語かどちらかのみを話すことが出来る。

## 宗教
多くのポルトガル系は、他の南アフリカ人と同様にキリスト教徒である。彼等の多くはカトリック教会に属すが、プロテスタントは少数派である。

## 脚註
1. ↑  ポルトガル人零落 移住断られ祖国へ『朝日新聞』1976年（昭和51年）1月8日夕刊、3版、2面
2. ↑  “English Speakers”. U.S. Library of Congress.  Country Studies. 2009年6月27日閲覧。